# 肌筋膜疼痛症候群
肌筋膜疼痛症候群（英語：Myofascial pain syndrome，縮寫：MPS），也稱為慢性肌筋膜疼痛（Chronic myofascial pain，縮寫：CMP），大陆称肌筋膜炎。特徵是有多個激痛點和緊繃筋膜（結締組織）的慢性疼痛症候群。激痛點的症狀包括：焦點壓痛、觸診可再現激痛點疼痛、觸診有肌肉緊繃點、相關肌肉有假性無力、轉移痛、激痛點按壓五秒可致關節活動度受限。
一般認為病因是肌肉組織的緊繃或痙攣。診斷主要基於症狀來判斷，也可能搭配睡眠檢查。
治療可包括止痛藥、物理治療、護齒器，偶爾會使用苯二氮䓬类藥物。肌筋膜疼痛症候群為顳頜關節痛相對常見的原因。

## 症狀與體徵
肌筋膜疼痛是指肌肉或筋膜（一種包圍肌肉的結締組織）的疼痛，可發生在身體上不同的獨立區域。因為身體任何肌肉或筋膜都可能患病，所以能導致多樣的局部症狀。
一般來說，這種肌肉疼痛是穩定不變和深沉的。根據情況和位置的不同，疼痛的嚴重度可以從輕度不適到極難忍受和閃電般痛感。皮下可能看到或感覺到激痛點。即使經過典型的自我照護，例如冰敷、熱療、休息，疼痛也無法自行緩解。創傷或過度使用後，某些緊繃的肌肉纖維可能會形成敏感的區域，這些區域稱為激痛點，觸診激痛點時可引起非皮節痛。在患部可以發現自主神經紊亂和自發性的肌電活動。

## 病因
詳細致病機轉仍不明朗。肌肉的激痛點可能會導致該整塊肌肉的疼痛。但也有至少一項研究不主張激痛點會引起肌筋膜疼痛症候群。有些系統性疾病，例如結締組織疾病，亦可能導致此病症。姿勢不良和情緒不安也可能引起此病症。

## 診斷
診斷通常基於症狀來判斷，也可能搭配睡眠檢查。

## 治療
使用激痛點放鬆術的按摩療法可有效緩解短期疼痛。物理治療如採取溫和的牽拉和鍛鍊可能有助於恢復關節活動度和運動協調性。一旦激痛點消失，可以開始進行肌力訓練，從而有益於局部肌肉系統的長期健康。
肌筋膜放鬆術溫和地按摩筋膜，可能改善病情。
一項系統綜述認為乾針治療似乎可用於輔助下背部肌筋膜疼痛症候群的標準治療，但是由於該研究規模較小且品質較差，因此無法作為明確的建議。
姿態評估並利用人體工學可以在早期治療階段緩解症狀。在舒適的關節活動度內進行溫和且持續的牽拉運動可以減輕症狀。也鼓勵進行規律且低強度的運動。
物理治療尚包含熱療與經皮神經電刺激等。
藥物治療可包含止痛藥、肌肉鬆弛劑、抗憂鬱劑等。